# 1755 en littérature
| Années de la littérature : 1752 - 1753 - 1754 - 1755 - 1756 - 1757 - 1758    |
| Décennies de la littérature : 1720 - 1730 - 1740 - 1750 - 1760 - 1770 - 1780 |

Cet article présente les faits marquants de l'année 1755 en littérature.

## Événements

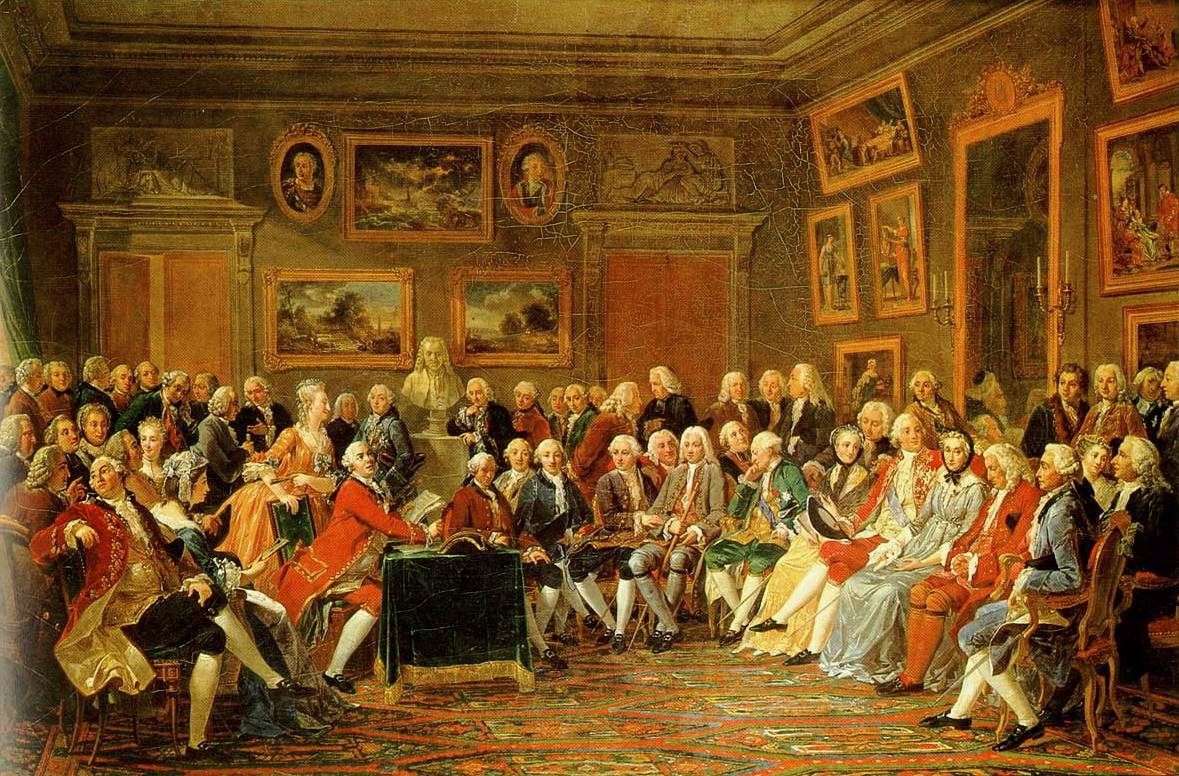
Salon de Madame Geoffrin, toile de 1755 par Lemonnier.

- 12 juin : Kant obtient le grade de magister avec l’Esquisse sommaire de quelques méditations sur le feu (en latin), soutenue le 17 avril, puis est promu docteur ès lettres le 27 septembre avec la Explication nouvelle des premiers principes de la connaissance métaphysique. Il commence à enseigner à l’université de Königsberg avec le titre de Privatdozent[1].
- 20 septembre : le manuscrit de l'ouvrage de Mikhaïl Lomonossov, Traité de grammaire russe (présentation en ligne) est offert au duc Pavel Petrovitch. Il est imprimé en janvier 1757 à Saint-Pétersbourg.

## Parutions
- 15 avril : Samuel Johnson, A Dictionary of the English Language, vol. 1, London, J. and P. knapton, T. Logman and T. Shewell, c. Hitch, A. millar and R. Dodsley, 1755 (présentation en ligne) (« Dictionnaire de la langue anglaise »)[2].
- Juin : Johann Joachim Winckelmann, Gedanken über die Nachahmung der griechischen Werke in der Malerei und Bildhauerkunst, Friedrichstadt, H. Hagenmüller, 1755 (présentation en ligne) (« Réflexions sur l'imitation des œuvres grecques dans la sculpture et la peinture »), première édition publiée à une cinquantaine d'exemplaires. Il est réédité au printemps 1756 chez Georg Conrad Walther à Dresde[3].

- Gotthold Ephraim Lessing, Moses Mendelssohn, Pope ein Metaphysiker !, Dantzig, Schuster, 1755 (présentation en ligne). Moses Mendelssohn commence à publier des ouvrages philosophiques à Berlin avec l’aide de Lessing.
- Moses Mendelssohn, Philosophische Gespräche, Berlin, Christian Friedrich Voss, 1755 (présentation en ligne), (« Entretiens philosophiques »).
- Jean-Jacques Rousseau, Discours sur l'origine et les fondements de l'inégalité parmi les hommes, Amsterdam, Marc Michel Rey, 1755 (présentation en ligne).
- Étienne-Gabriel Morelly, Code de la Nature : ou le véritable esprit des lois de tous temps négligé ou méconnu, Par-tout, chez le vrai sage, 1755 (présentation en ligne), publication anonyme.
- Kant, Allgemeine Naturgeschichte und Theorie des Himmels : Versuch von der Verfassung und dem mechanischen Ursprunge des ganzen Weltgebäudes, nach Newtonischen Grundsätzen abgehandelt, Königsberg, Leipzig, Johann Friederich Petersen, 1755 (« Histoire générale de la nature et théorie du ciel, essai sur la formation et l’origine mécanique du système du monde d’après les principes de Newton »), anonyme.
- Francis Hutcheson, A system of moral philosophy : in three books, vol. 1, London, A. Millar, 1751 (présentation en ligne) (« Système de philosophie morale »), posthume.

- Frédéric Louis Norden, Voyage d’Égypte et de Nubie, vol. 1, Copenhague, de l'imprimerie de la Maison royale des orphelins, 1755 (présentation en ligne).

- Crébillon fils, la Nuit et le moment : ou les matines de Cythère, Londres, 1755 (présentation en ligne), dialogue.

## Naissances
- 8 janvier : Charlotte von Hezel, écrivaine et journaliste allemande (morte le 3 avril 1817).

## Décès
- 10 février : Montesquieu, moraliste, penseur politique, philosophe et écrivain français (° 1689).
- 2 mars : Louis de Rouvroy, duc de Saint-Simon, dit « Saint-Simon », écrivain français (° 16 janvier 1675).
- 31 mars : Girolamo Baruffaldi, poète, dramaturge et historien italien. (° 17 juillet 1675).